# Municipio de York (condado de Noble)
El municipio de York (en inglés: York Township) es un municipio ubicado en el condado de Noble en el estado estadounidense de Indiana. En el año 2010 tenía una población de 1605 habitantes y una densidad poblacional de 18,5 personas por km².

## Geografía
Según la Oficina del Censo de los Estados Unidos, tiene una superficie total de 86.75 km², de la cual 85,67 km² corresponden a tierra firme y (1,24 %) 1,08 km² es agua.

## Demografía
Según el censo de 2010, había 1605 personas residiendo en el municipio de York. La densidad de población era de 18,5 hab./km². De los 1605 habitantes, el municipio de York estaba compuesto por el 97,51 % blancos, el 0,19 % eran afroamericanos, el 0,31 % eran asiáticos, el 0,75 % eran de otras razas y el 1,25 % eran de una mezcla de razas. Del total de la población el 1,56 % eran hispanos o latinos de cualquier raza.